# 宛秋生
宛秋生（1962年—），山东临清人，回族，中华人民共和国政治人物、第十二届全国人民代表大会山东地区代表。
毕业于山东省委党校法律专业。担任山东临清三和纺织集团董事长。2008年起担任全国人大代表。2013年，担任全国人大代表。